# Molay, Haute-Saône
Molay är en kommun i departementet Haute-Saône i regionen Bourgogne-Franche-Comté i östra Frankrike. Kommunen ligger i kantonen Vitrey-sur-Mance som tillhör arrondissementet Vesoul. År 2022 hade Molay 68 invånare.

## Befolkningsutveckling
Antalet invånare i kommunen Molay
| Referens: INSEE |